# Edoardo Manzi
Edoardo Manzi (Padova, 22 giugno 1998) è un pallanuotista italiano, attaccante della Pallanuoto Trieste.

## Carriera
Esordisce in Serie A1 a ottobre 2012 all'età di 15 anni nell'incontro tra Camogli e Savona. Vanta diverse presenze ai collegiali con la nazionale maggiore, ma la prima convocazione con il Settebello in una gara ufficiale è dell'11 aprile 2017 contro la Georgia, dove segna 4 reti.
A livello giovanile vanta vari titoli nazionali, ottenuti sia con il Camogli sia con il Sori. Nel 2015 ha partecipato ai Giochi Europei di Baku con la nazionale under-18, concludendo in quarta posizione. Con la nazionale under-19 ha invece ottenuto una medaglia d'argento agli europei di categoria di Alphen, in Olanda, nel 2016. Passato dal Sori alla AN Brescia nel 2017, l'anno seguente viene ceduto in prestito al Posillipo, contribuendo al quarto posto finale in campionato della formazione campana. Nel 2019 passa in prestito al Miskolc, in Ungheria.
Il 19 giugno 2020 viene ufficializzato il suo ritorno in Italia al Bogliasco '51, dove manca per un soffio la promozione in A1, sfumata ai play-off contro il Nuoto Catania.
Nella stagione 2020-2021 si trasferisce alla De Akker, squadra bolognese militante in Serie A2 con cui conquista nella stagione 2021-2022 la promozione in Serie A1.
Dopo aver confermato la presenza della formazione bolognese in Serie A1, si trasferisce all'AN Brescia, con cui vince una Coppa Italia nel 2024.

## Palmarès

### Club
- Coppe Italia: 1

AN Brescia: 2023-24